# Isorhipis marmottani
Isorhipis marmottani är en skalbaggsart som beskrevs av Bonvouloir 1871. Isorhipis marmottani ingår i släktet Isorhipis, och familjen halvknäppare. Enligt den svenska rödlistan är arten sårbar i Sverige. Arten förekommer i Götaland och Nedre Norrland. Artens livsmiljö är skogslandskap.